# Balaban, Syria
Balaban (tiếng Ả Rập: بلابان, đã Latinh hoá: Bālābān) hoặc (tiếng tiếng Thổ Nhĩ Kỳ: Balban, tiếng Ả Rập: بلبان, đã Latinh hoá: Bālbān) là một ngôi làng ở phía bắc tỉnh Aleppo, miền bắc Syria. Nằm trên đồng bằng Manbij phía bắc, khoảng giữa Jarabulus và Manbij, ngôi làng nằm khoảng 9 kilômét (5,6 mi) về phía tây sông Euphrates và 5 km (3,1 mi) phía bắc của hạ lưu sông Sajur.
Với 227 cư dân sống thường xuyên ở đây, theo điều tra dân số năm 2004, Balaban thuộc về hành chính của Nahiya Jarabulus nằm trong huyện Jarabulus. Các địa phương lân cận bao gồm Dabis 4 km (2,5 mi) về phía bắc.